# الأتراك في أوروبا

المناطق الأوروبية
شمال أوروبا
غرب أوروبا
شرق أوروبا
جنوب أوروبا

الأتراك الأوروبيون أو الأتراك في أوروبا (بالإنجليزية: Euro-Turks)‏ (بالتركية: Avrupa Türkleri)‏هم أتراك من فرع اسطنبول الأتراك الذين يعيشون في جميع أنحاء القارة الأوروبية باستثناء تركيا . وتشير التقديرات الحالية إلى أن حوالي 9 ملايين تركي يعيشون في أوروبا، باستثناء تركيا.

## تاريخ
يتمتع الأتراك بتاريخ طويل من العيش في أوروبا منذ الدولة العثمانية ، عندما هاجروا لأول مرة إلى جنوب شرق أوروبا. الأتراك داخل الإمبراطورية العثمانية وكذلك المجتمعات في بلغاريا ( أتراك بلغاريا )، البوسنة والهرسك (أتراك البوسنة والهرسك)، قبرص ( أتراك القبارصة )، جورجيا ( أتراك المسخيت )، اليونان (أتراك اليونان) (أتراك تراقيا الغربية)، كوسوفو ( أتراك كوسوفو )، مقدونيا (الأتراك المقدونيون) ورومانيا (الأتراك الرومانيون).
بدأت هجرة الأتراك إلى أوروبا الغربية مع هجرة قبارصة الأتراك إلى بريطانيا في عشرينيات القرن الماضي. مع حلول عيد الميلاد الدموي ، هاجر القبارصة الأتراك إلى بريطانيا العظمى في الأربعينيات والخمسينيات من القرن العشرين بكميات كبيرة بسبب النزاع القبرصي . بل على العكس من ذلك، ففي عام 1944، تم ترحيل الأتراك قسراً من ميشكيتي في جورجيا . وخلال الحرب العالمية الثانية، عُرفوا باسم أتراك المسخيت . واستقرت مجموعة أخرى في أوروبا الشرقية ، خاصة في جمهورية أذربيجان وكازاخستان وروسيا وأوكرانيا . في أوائل الستينيات، زادت الهجرة إلى أوروبا الغربية والشمالية بشكل ملحوظ من تركيا ، والتي شملت " العمال الضيوف " بموجب اتفاقية تصدير العمالة مع ألمانيا في عام 1961، والتي أعقبتها اتفاقية مماثلة مع هولندا وبلجيكا والنمسا في عام 1964، وفرنسا في عام 1964. 1965، والسويد عام 1967. في الآونة الأخيرة، هاجر أيضًا أتراك بلغاريا والأتراك الرومانيون وأتراك تراقيا الغربية إلى أوروبا الغربية .

## التركيبة السكانية

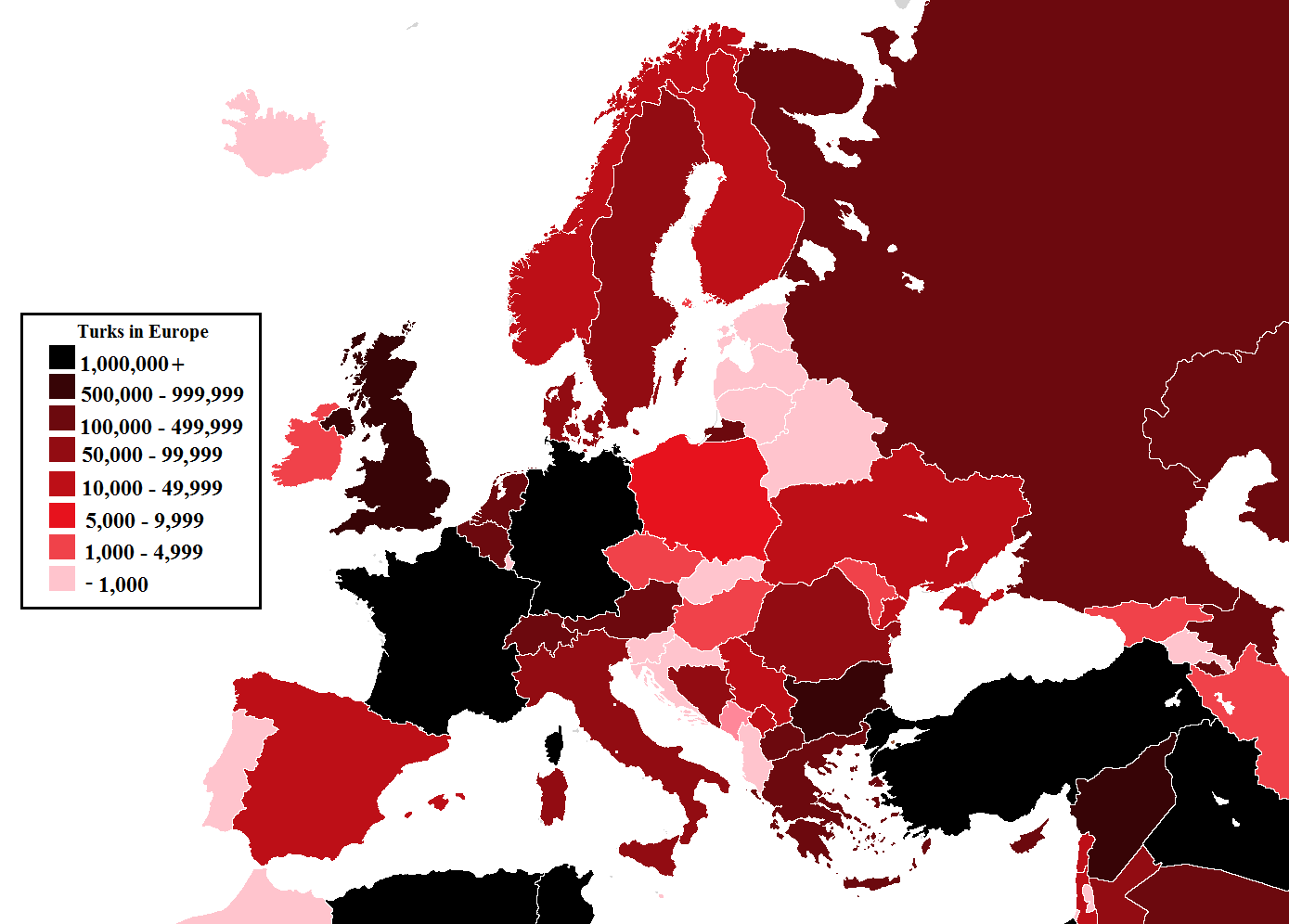
نسبة الأتراك في أوروبا.

### ألمانيا
وفقًا للبيانات الرسمية التي أعلنها مكتب الإحصاء الفيدرالي الألماني، اعتبارًا من عام 2020، يعيش في ألمانيا حوالي 3 إلى 3.5 مليون مواطن تركي.

### فرنسا
وفقًا للبيانات الرسمية، اعتبارًا من 24 مايو 2018، يعيش 800 ألف مواطن تركي (بما في ذلك مزدوجي الجنسية) في فرنسا.

### النمسا
وبحسب البيانات الرسمية، يعيش في النمسا حتى 24 مايو 2018، 360 ألف مواطن تركي. لقد جاؤوا واستقروا خصيصًا للعمل وكسب المال. يشكلون 0.9% من السكان النمساويين وهم أكبر عدد من المواطنين الأجانب الذين استقروا في النمسا ويتركزون بشكل خاص في ولاية فورارلبرغ وسالزبورغ والعاصمة فيينا. ويشكلون 2.3% من سكان فيدن، إحدى مناطق العاصمة فيينا، و2% من سكان إينير شتات (الوسط).[بحاجة لمصدر]

### أوكرانيا
وبحسب التعداد السكاني الأوكراني لعام 2019، يعيش هناك 20 ألف مواطن تركي.

### إسبانيا
يعيش حوالي 6000 مواطن تركي في إسبانيا.

### فنلندا
وفقًا للبيانات الرسمية، يعيش 13820 مواطنًا تركيًا في فنلندا اعتبارًا من عام 2009.

### رومانيا
وبحسب البيانات الرسمية، يعيش في رومانيا 65 ألف مواطن تركي حتى 24 مايو 2018. رسمياً، يبلغ عدد الأتراك الذين يعيشون في رومانيا منذ الماضي وحتى الحاضر 45-55 ألفاً. عند إضافة التتار والمواطنين الأتراك، يعيش حوالي 90-100 ألف مواطن تركي في رومانيا.

### إيطاليا
اعتبارًا من 24 مايو 2018، يعيش 19.077 مواطنًا من الجمهورية التركية في إيطاليا. يعيش غالبية المواطنين الأتراك في إيطاليا في العاصمة روما، ثم في منطقة لومبارديا، وكمدينة في مدينة إمبيريا في منطقة ليغوريا.

### النرويج
وبحسب البيانات الرسمية، يعيش في النرويج 18084 مواطنًا تركيًا حتى 24 مايو 2018.

### بلجيكا
وبحسب البيانات الرسمية، يعيش في بلجيكا 220 ألف مواطن تركي حتى 24 مايو 2018. يعيش معظم المواطنين الأتراك في العاصمة بروكسل وأنتويرب وغنت.[بحاجة لمصدر]

### اليونان
وفقًا للبيانات الرسمية، يعيش 260 ألف مواطن تركي (بما في ذلك مزدوجي الجنسية) في اليونان اعتبارًا من 24 مايو 2018. ويتركزون في تراقيا الغربية وجزر دوديكانيز وكريت.

### المملكة المتحدة
ووفقاً للبيانات الرسمية، يعيش 52.893 مواطناً تركياً في المملكة المتحدة اعتباراً من 31 ديسمبر 2006. ويقترب العدد الإجمالي للقبارصة الأتراك والمواطنين الأتراك الذين حصلوا على الجنسية البريطانية من 500 ألف.

### هولندا
وفقًا للبيانات الرسمية، اعتبارًا من 1 يناير 2016، يعيش في هولندا 480 ألف مواطن هولندي من أصل تركي. جاء المواطنون الأتراك في هولندا كعمال بعد السبعينيات والثمانينيات وأحضروا عائلاتهم واستقروا هنا، وتمركزوا في مدن مثل أمستردام وزاندام وألكمار وروتردام وأيندهوفن ولاهاي [بحاجة لمصدر] وخاصة المواطنين الأتراك الذين تقاعدوا بعد عام 2000. بدأ المواطنون بالعودة إلى تركيا. [بحاجة لمصدر] يشكل المواطنون الأتراك في هولندا سياسة البلاد.[بحاجة لمصدر] الأتراك الذين يعيشون في هولندا هم ثاني أكبر مجموعة عرقية في البلاد بعد الهولنديين.

### سويسرا
وفقًا للبيانات الرسمية في سويسرا، بلغ عدد الأتراك في 31 ديسمبر 2006 73,861 نسمة، وفي عام 2007، تجاوز العدد 62,000 نسمة. وعندما نضيف عدد مزدوجي الجنسية الذين يحملون أيضًا الجنسية السويسرية، فإن هذا العدد يتجاوز 100 ألف. وخاصة أولئك الذين ذهبوا إلى سويسرا كعمال في الثمانينيات واستقروا هناك. وخاصة في العاصمة برن وأكبر مدينة في البلاد زيوريخ، وكذلك بازل. كما أنها تتركز في سانت غالن.[بحاجة لمصدر]

### السويد
وبحسب البيانات الرسمية، يعيش في السويد 200 ألف مواطن تركي حتى 24 مايو 2018.

### الدنمارك
وفقًا للبيانات الرسمية لمعهد الإحصاء الدنماركي، حتى 24 مايو 2018، يعيش 91 ألف شخص من أصل تركي في الدنمارك.

## صور

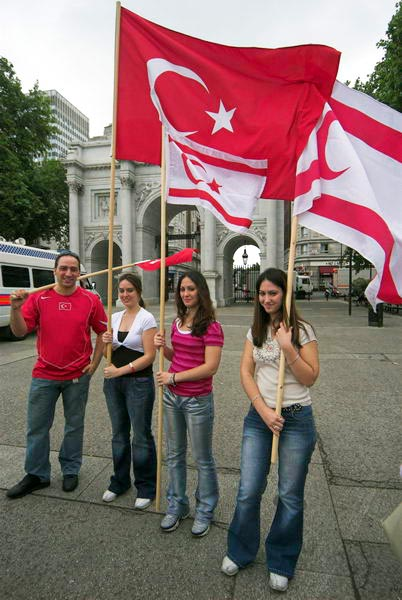
طريق الأتراك في بريطانيا
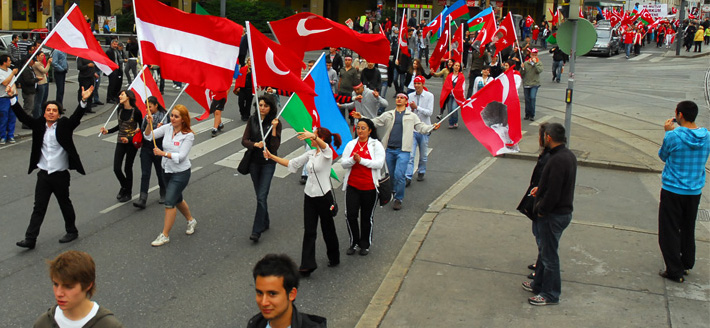
الأتراك في فيينا
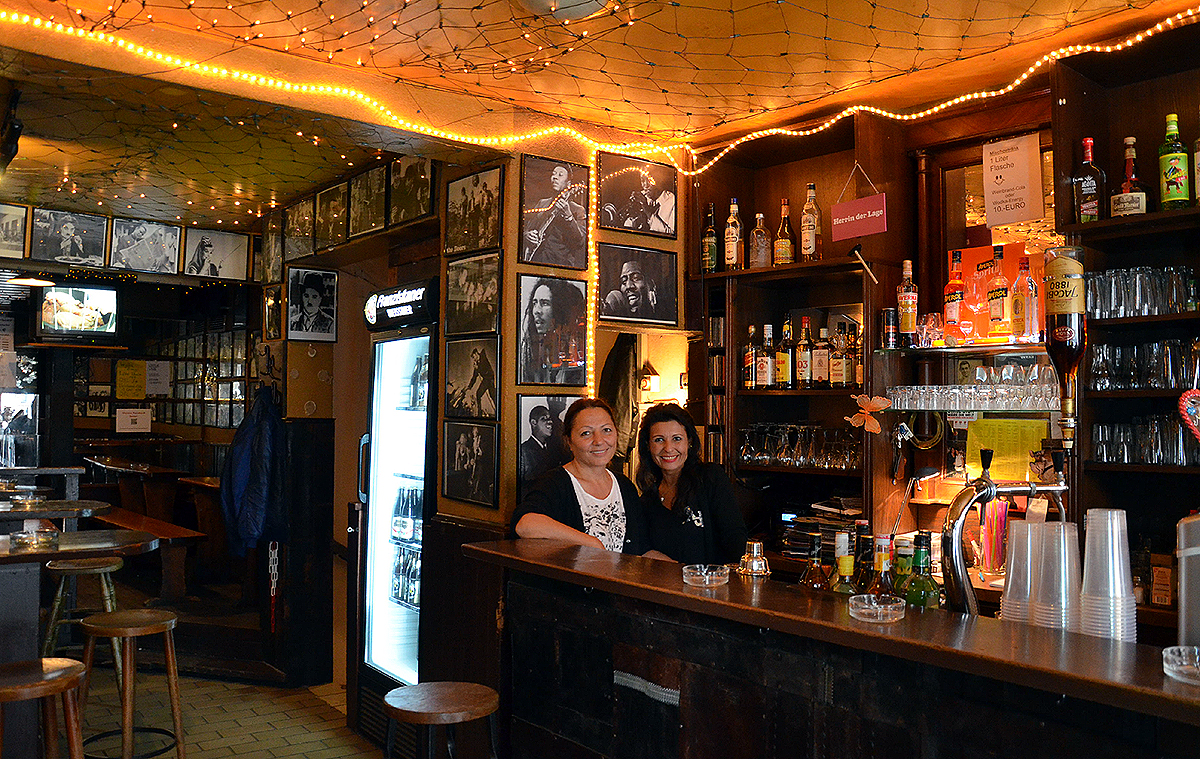
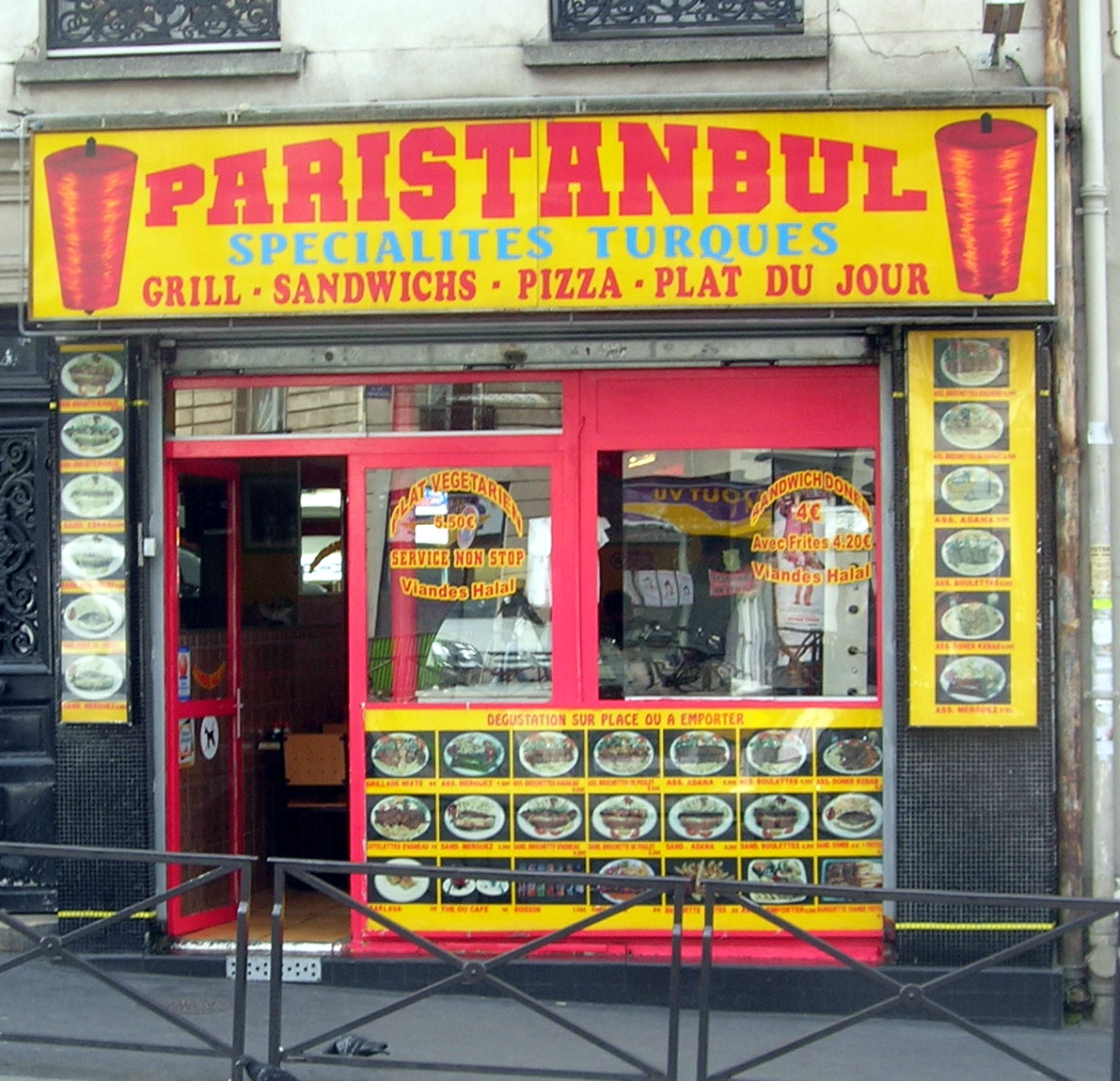
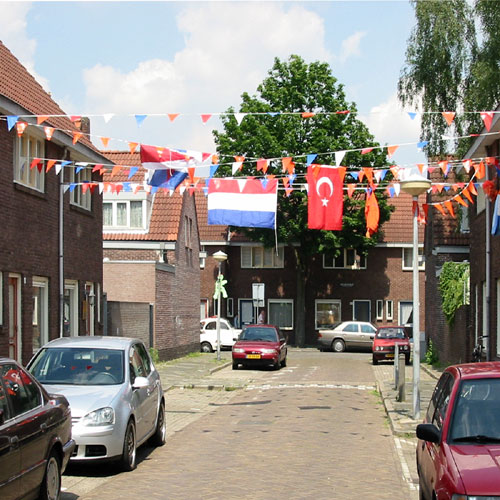
الحي التركي في هولندا
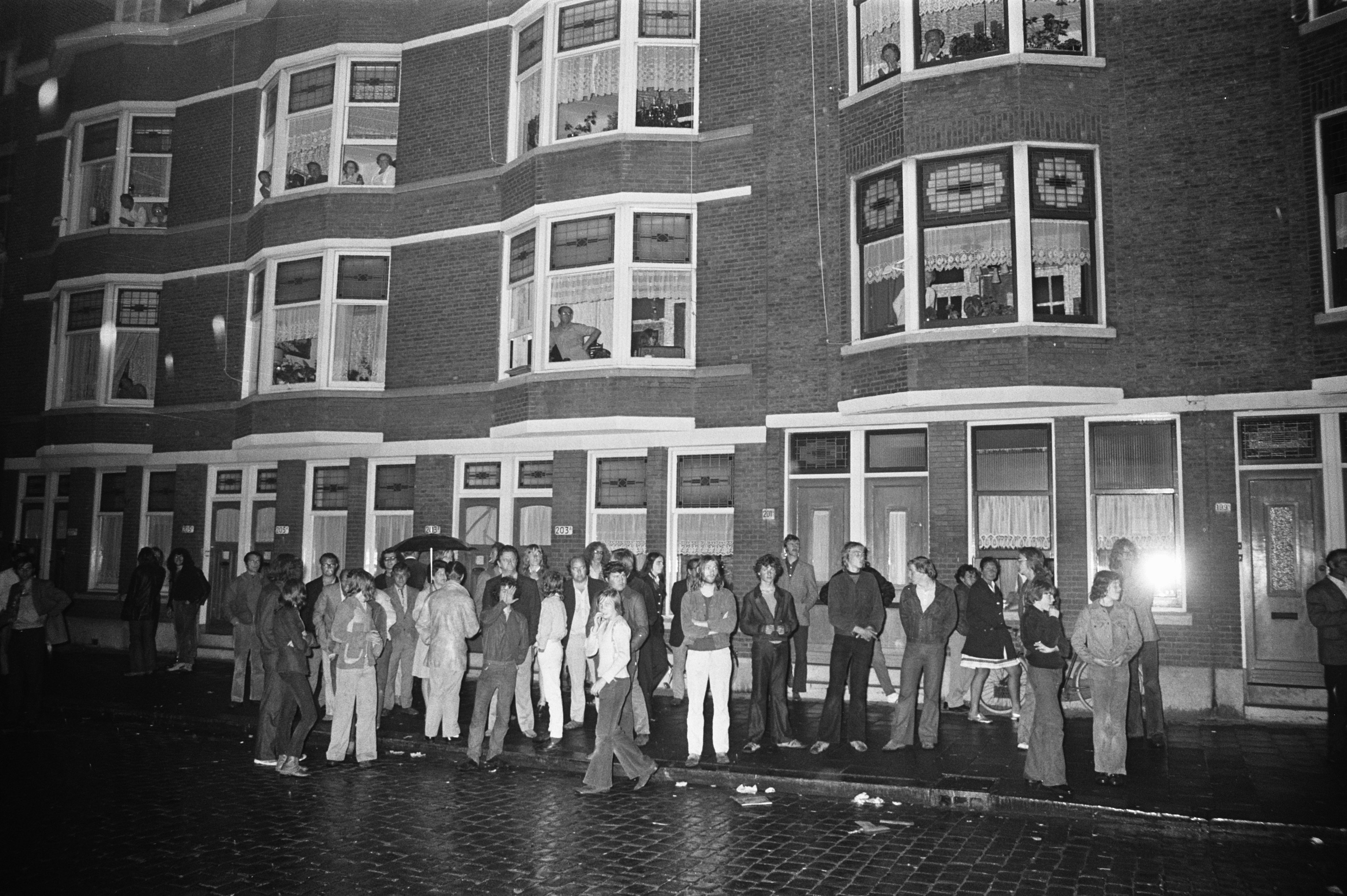
مجمع سكني للعمال الأتراك في روتردام، هولندا، 1972